# تاتیانا آندرئولی
تاتیانا آندرئولی (ایتالیایی: Tatiana Andreoli; ۱ ژانویهٔ ۱۹۹۹) کماندار زن اهل ایتالیا است.